# آیا سوگیموتو
آیا سوگیموتو (انگلیسی: Aya Sugimoto؛ زاده ۱۹ ژوئیهٔ ۱۹۶۸) یک مانکن اهل ژاپن است.